# Лагуна-де-Кастильос
Лагуна-де-Кастильос (исп. Laguna de Castillos) — озеро в департаменте Роча на юго-востоке Уругвая, в 15 км к югу от города Кастильос и в 50 км к северо-востоку от административного центра департамента. Входит в обширную систему лагун на атлантическом побережье Южного конуса. С Атлантическим океаном, находящимся в 10 км к востоку, озеро связано протокой Вализас. На севере в озеро впадают реки Кастильос и Саранди. 
Площадь озера составляет 82,64 км².

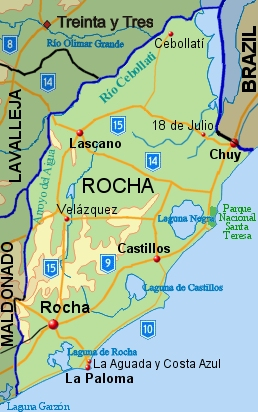
Карта департамента Роча, в котором сосредоточены крупнейшие лагунные озёра Уругвая

С 1976 года озеро является частью биосферного заповедника Баньядос-дель-Эсте программы ЮНЕСКО «Человек и биосфера». Также с 1981 года является частью рамсарских угодий Баньядос-дель-Эсте. Важный район охраны птиц. Изучается возможность включения лагуны и прилегающих к ней экосистем в Национальную систему охраняемых территорий (SNAP), но в любом случае этот район находится под защитой указа 266 от 1966 года о статусе заповедника.